# Tyčinky (bakterie)

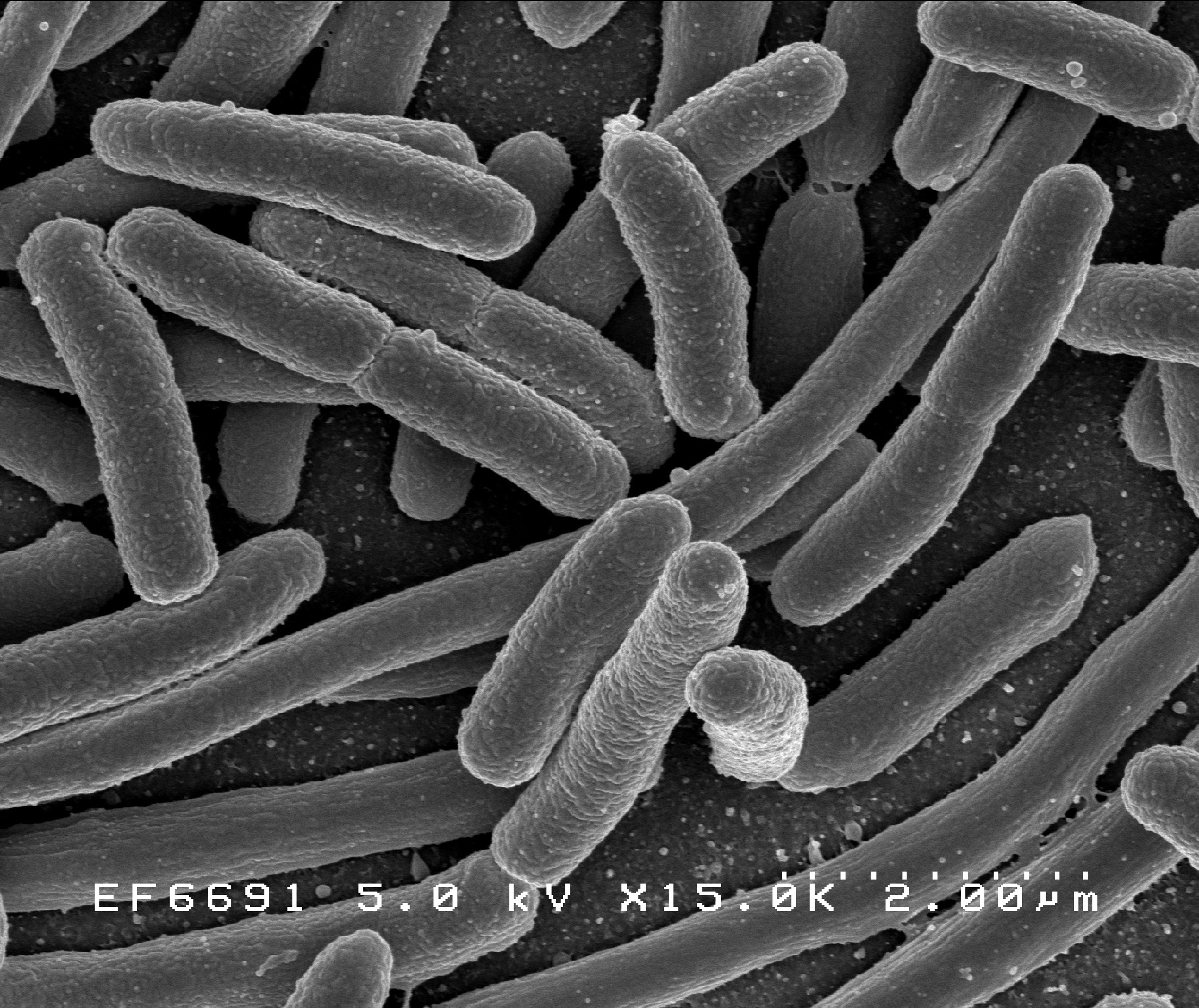
Escherichia coli

Tvary bakterií

Tyčinkovité bakterie (rod-shaped bacteria) jsou bakterie (či archebakterie) tvaru „tyčky“. Někdy se označují jako bacily (bacilli), ale ve skutečnosti jsou Bacilli rovněž třídou kmene Firmicutes. Příkladem tyčinkovitých bakterií je v podstatě celý kmen Firmicutes (rody Bacillus, Clostridium), tyčinkovitá však je i namátkou třeba bakterie Escherichia coli či Vibrio vulnificus.

## Tvar tyčinek
Ačkoliv většina bakterií se vyznačuje rovnými tyčinkami (Escherichia coli), známe i různé jiné druhy tyčinek, charakteristické pro určité bakterie. Například velmi krátké tyčinky (rovněž zvané kokobacily) má Kingella, štíhlé tyčinky má Mycobacterium tuberculosis, naopak robustní Lactobacillus, rozštěpené tyčinky naleznene u bakterie rodu Bifidobacterium.
Pokud jsou buňky tyčinek uspořádané po dvou, říká se těmto útvarům diplobacily (diplobakterie). Pokud jich je více, jsou to streptobacily (streptobakterie). Někdy však tvoří palisády, kdy jsou jednotlivé buňky přimknuté k sobě svou delší stranou.

## Spirálovité tyčinky
Speciálním typem tyčinkovitých bakterií jsou různé prohnuté a spirálovité buňky. Rohlíčkovitý tvar mají například bakterie rodu Vibrio, hrubé spirály (spirily) nalezneme u rodu Spirilla, spirálovitý tvar mají také spirochéty, tvořící dokonce samostatný svérázný kmen bakterií.